# 꺅도요속
꺅도요속(Gallinago)은 도요과에 속하는 속으로 섭금류로 분류된다. 17가지의 종이 포함된다.

## 분류
속의 학명인 Gallinago는 프랑스의 동물학자였던 마트린 자크 브리송이 1760년 멧도요속(Scolopax)의 하위 분류 단계로써 처음 명명했다. 브리송은 칼 폰 린네가 창시한 이명법을 사용하지 않았으며, 조류학자들은 브리송이 기재한 많은 속들은 채택하였음에도 불구하고 브리송의 속 하위의 분류 단계는 일반적으로 무시하였다. 이후 독일의 동물학자였던 카를 루트비히 코흐는 1816년 출간된 그의 책을 통해서 꺅도요속의 도요새들을 Gallinago라는 학명의 속으로 분류하였다. 그러나 1920년, 독일의 박물학자인 요한 사무엘 트라우고트 프렌젤이 이미 1801년에 그 도요새들을 Capella라는 학명의 속으로 분류하였음이 밝혀졌다. 그의 명명이 코흐가 Gallinago라고 명명했던 때보다 빨랐기 때문에 그의 명명이 우선시되었다. 1921년, 미국조류학회는 학명을 Capella라고 바꾸었으며 미국의 조류학자인 제임스 L. 피터스는 그의 영향력 있던 저서인 <세계 조류 체크 리스트>(Check-list of Birds of the World)에서 일부 도요새들에 Capella라는 학명을 사용했다. 1956년, 국제동물명협회는 "Gallinago Brisson 1760"라는 학명을 우선적으로 사용하도록 규정하고, 모식종을 꺅도요로 정했다. 학명인 gallinago는 근대 라틴어로, '암탉'을 뜻하는 라틴어 gallina와 '닮은'이라는 뜻을 가진 라틴어 접미사 -ago에서 왔다.
이 속에는 17~18가지의 종이 속해 있다.
- 청도요, Gallinago solitaria
- 큰꺅도요, Gallinago hardwickii
- 숲꺅도요, Gallinago nemoricola
- 바늘꼬리도요, Gallinago stenura
- 꺅도요사촌, Gallinago megala
- Gallinago nigripennis
- Gallinago macrodactyla
- Gallinago magellanica
- Gallinago media
- 꺅도요, Gallinago gallinago
- Gallinago delicata
- Gallinago paraguaiae
- Gallinago andina
- Gallinago nobilis
- Gallinago undulata
- 푸에고꺅도요, Gallinago stricklandii
- Gallinago jamesoni
- Gallinago imperialis